# Štátule

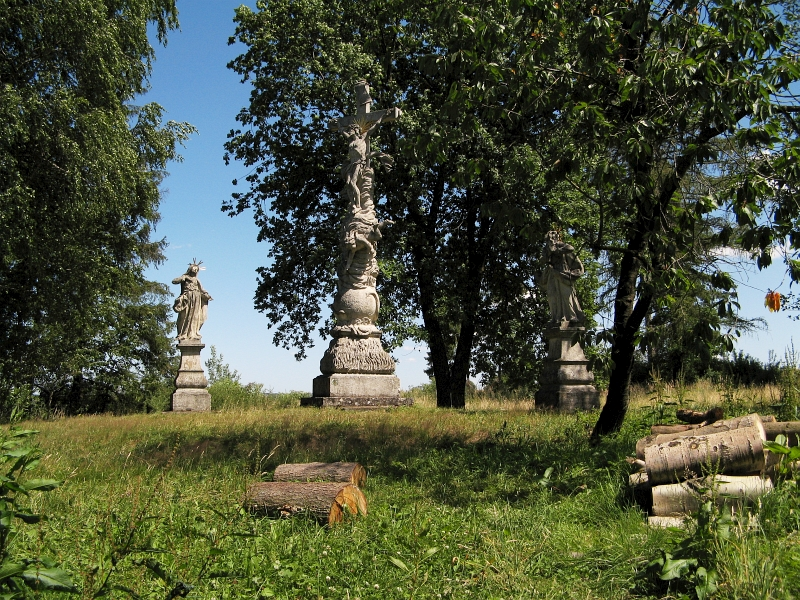
Kalvariengruppe Štátule

Die Štátule ist eine aus drei Sandsteinfiguren bestehende barocke Kalvariengruppe in Tschechien. Sie ist von einem Hain umgeben und befindet sich in der Gemeinde Týn nad Vltavou in Südböhmen. Sie wurde zum Gedenken an die Opfer der Pulverexplosion von 1753 errichtet.

## Geschichte
An der Stelle der Statuengruppe befand sich östlich des Großen Depots (Velký Depot) die Pulvermühle des zwischen 1709 und 1866 bestehenden Artillerieübungsplatzes Moldautein. 
Während der Übungen für ein Manöver, an dem auch die böhmische Königin Maria Theresia teilnehmen wollte, erfolgte am 21. Juni 1753 eine Schießpulverexplosion, bei der 80 Soldaten getötet und weitere 40 schwer verletzt wurden. An diesem Tage kam es um 6:30 Uhr in zwei Laboratorien zur Entzündung, das sich ausbreitende Feuer griff schließlich auf das Pulver über und führte zur Explosion. In Anwesenheit von Maria Theresia wurde noch im selben Jahr am Standplatz der Pulverfabrik eine filigrane barocke Kalvarie errichtet. 
1994 wurde die als Kulturdenkmal geschützte Kalvarie durch den Bildhauer Ivan Tlášek restauriert. 

## Werk
Die Hauptfigur stellt ein über dem Fegefeuer auf einer Erdkugel mit Schlange stehendes Kruzifix dar. Links davon befindet sich die Statue der Jungfrau Maria Sieben Schmerzen, rechterhand die Figur des hl. Johannes. Bemerkenswert ist die im Sockel der Hauptfigur eingehauene Jahreszahl 1750.
Die Figurengruppe hatte Maria Theresia unmittelbar nach der Explosion in Wien anfertigen lassen und wurde beim Besuch der Königin enthüllt. Möglicherweise wurde wegen der Kurzfristigkeit dabei auf bereits vorhandene Figuren zurückgegriffen, was die Jahreszahl im Sockel erklären könnte.
Die Štátule wird häufig den Bildhauern Ferdinand Maximilian Brokoff oder Matthias Bernhard Braun zugeschrieben, die jedoch beide zu dieser Zeit schon lange tot waren. Der tatsächliche Autor ist bisher nicht bekannt, möglicherweise ist es das Werk eines ihrer Schüler.